# Pierre-Antoine Berryer
Pierre-Antoine Berryer [ejtsd: berrié] (Párizs, 1790. január 4. – Augerville-la-Rivière, 1868. november 29.) francia ügyvéd és legitimista politikus.

## Életpályája
Kezdetben a papi pályára készült, utóbb azonban a jogi pályára lépett, melyen atyja is működött. Előbb I. Napóleonnak volt híve, utóbb azonban a Bourbonokhoz csatlakozott, anélkül, hogy lemondott volna szabadelvű nézeteiről. 1814 novemberében mint ügyvéd kezdett szerepelni, és rövid idő alatt a legünnepeltebb szónokok sorába emelkedett. 1826-ban védte Lamennais-t, s az 1830-as júliusi forradalom után megmaradt legitimista képviselőnek; megesküdött ugyan az új dinasztia iránti hűségre és az alkotmányra, azonban nyomban ellene fordította a szabadelvűség fegyverét. Ez állásában képes volt 17 éven át fönntartani politikai tekintélyét és legitimista meggyőződését, de különösen a Soult–Guizot-minisztériumot támadta meg. Több ízben a köztársasági párt korifeusainak védelmére is vállalkozott, sőt a sikertelen boulogne-i államcsínykísérlet után (1840) Napóleon herceg védelmét is elvállalta. Az 1848-as forradalom után a Bouches-du-Rhône megye képviselőjévé választotta őt; a kamarában a monarchista párthoz szegődött, de a legitimitás elvét most sem ejtette el. Napóleon 1851 decemberi államcsínyét bátran elítélte és az elnök letételét indítványozta a városházán. Napóleon emiatt elfogatta, de néhány nap múlva ismét szabadlábra helyezte. December 2-a után kizárólag a Bourbon-ház két ága közti béke és egyetértés helyreállításán működött. 1874-ben az akadémia tagjává választotta, mely alkalommal vonakodott a császár előtt tisztelegni. A párizsi ügyvédi kamara már 1852-ben megválasztotta elnökének. Politikai mandátumot ellenben 1852-től 1863-ig nem vállalt. Csak az 1863 májusi képviselőválasztások alkalmával lépett ismét föl mint jelölt Marseille-ben, ahol meg is választották. A törvényhozó testületbe Berryer ékesszólási tehetségével, a gondolatok fennkölt szárnyalásával, elragadó hangjával és nemes mozdulatokkal tűnt ki. Beszédei csak halála után jelentek meg a könyvpiacon: Discours parlamentaires (Párizs 1872-74, 5 köt.) és Plaidoyers (1875-78, magyar fordítás Tóth Lőrinctől az akadémia kiadásában, 4 köt.). 1879-ben az igazságügyi palotában szobrot emeltek emlékének.

## Magyar nyelvű fordítások
- Pierre-Antoine Berryer válogatott törvényszéki beszédei, 1887 (A Magyar Tudományos Akadémia Könyvkiadó Vállalata-sorozat)